# Список астероїдів (8901—9000)
| Назва                              | Тимчасове позначення | Дата відкриття    | Місце відкриття                    | Відкривач                                              |
| ---------------------------------- | -------------------- | ----------------- | ---------------------------------- | ------------------------------------------------------ |
| (8901) 1995 UJ4                    | 1995 UJ4             | 20 жовтня 1995    | Обсерваторія Оїдзумі               | Такао Кобаяші                                          |
| (8902) 1995 UK4                    | 1995 UK4             | 20 жовтня 1995    | Обсерваторія Оїдзумі               | Такао Кобаяші                                          |
| (8903) 1995 UB7                    | 1995 UB7             | 26 жовтня 1995    | Обсерваторія Наті-Кацуура          | Йошісада Шімідзу, Такеші Урата                         |
| 8904 Йосіхара (Yoshihara)          | 1995 VY              | 15 листопада 1995 | Обсерваторія Оїдзумі               | Такао Кобаяші                                          |
| 8905 Банкакуко (Bankakuko)         | 1995 WJ              | 16 листопада 1995 | Обсерваторія Оїдзумі               | Такао Кобаяші                                          |
| 8906 Яно (Yano)                    | 1995 WF2             | 18 листопада 1995 | Обсерваторія Оїдзумі               | Такао Кобаяші                                          |
| 8907 Такадзі (Takaji)              | 1995 WM5             | 24 листопада 1995 | Обсерваторія Оїдзумі               | Такао Кобаяші                                          |
| (8908) 1995 WY6                    | 1995 WY6             | 18 листопада 1995 | Обсерваторія Кушіро                | Сейджі Уеда, Хіроші Канеда                             |
| 8909 Онісітака (Ohnishitaka)       | 1995 WL7             | 27 листопада 1995 | Обсерваторія Оїдзумі               | Такао Кобаяші                                          |
| (8910) 1995 WV42                   | 1995 WV42            | 25 листопада 1995 | Обсерваторія Кушіро                | Сейджі Уеда, Хіроші Канеда                             |
| 8911 Кавагутідзун (Kawaguchijun)   | 1995 YA              | 17 грудня 1995    | Обсерваторія Оїдзумі               | Такао Кобаяші                                          |
| 8912 Осіматаке (Ohshimatake)       | 1995 YN1             | 21 грудня 1995    | Обсерваторія Оїдзумі               | Такао Кобаяші                                          |
| (8913) 1995 YB2                    | 1995 YB2             | 22 грудня 1995    | Обсерваторія Галеакала             | NEAT                                                   |
| 8914 Нікджеймс (Nickjames)         | 1995 YP2             | 25 грудня 1995    | Стейкенбрідж                       | Браян Маннінґ                                          |
| 8915 Савайсюдзіро (Sawaishujiro)   | 1995 YK3             | 27 грудня 1995    | Обсерваторія Оїдзумі               | Такао Кобаяші                                          |
| (8916) 1996 CC                     | 1996 CC              | 1 лютого 1996     | Станція Сінлун                     | SCAP                                                   |
| (8917) 1996 EU2                    | 1996 EU2             | 9 березня 1996    | Станція Сінлун                     | SCAP                                                   |
| (8918) 1996 OR1                    | 1996 OR1             | 20 липня 1996     | Станція Сінлун                     | SCAP                                                   |
| 8919 Ouyangziyuan                  | 1996 TU13            | 9 жовтня 1996     | Станція Сінлун                     | SCAP                                                   |
| (8920) 1996 VZ29                   | 1996 VZ29            | 7 листопада 1996  | Обсерваторія Кушіро                | Сейджі Уеда, Хіроші Канеда                             |
| (8921) 1996 VH30                   | 1996 VH30            | 7 листопада 1996  | Обсерваторія Кушіро                | Сейджі Уеда, Хіроші Канеда                             |
| 8922 Куманодаке (Kumanodake)       | 1996 VQ30            | 10 листопада 1996 | Обсерваторія Наніо                 | Томімару Окуні                                         |
| 8923 Ямакава (Yamakawa)            | 1996 WQ1             | 30 листопада 1996 | Обсерваторія Оїдзумі               | Такао Кобаяші                                          |
| 8924 Ірума (Iruma)                 | 1996 XA32            | 14 грудня 1996    | Обсерваторія Тітібу                | Наото Сато                                             |
| 8925 Боаттіні (Boattini)           | 1996 XG32            | 4 грудня 1996     | Обсерваторія Азіаґо                | Маура Томбеллі, Уліссе Мунарі                          |
| 8926 Абемасанао (Abemasanao)       | 1996 YK              | 20 грудня 1996    | Обсерваторія Оїдзумі               | Такао Кобаяші                                          |
| 8927 Рьодзіро (Ryojiro)            | 1996 YT              | 20 грудня 1996    | Обсерваторія Оїдзумі               | Такао Кобаяші                                          |
| (8928) 1996 YH2                    | 1996 YH2             | 23 грудня 1996    | Станція Сінлун                     | SCAP                                                   |
| 8929 Хаґіносіндзі (Haginoshinji)   | 1996 YQ2             | 29 грудня 1996    | Обсерваторія Оїдзумі               | Такао Кобаяші                                          |
| 8930 Кубота (Kubota)               | 1997 AX3             | 6 січня 1997      | Обсерваторія Оїдзумі               | Такао Кобаяші                                          |
| 8931 Хірокіматсу (Hirokimatsuo)    | 1997 AC4             | 6 січня 1997      | Обсерваторія Оїдзумі               | Такао Кобаяші                                          |
| 8932 Наґатомо (Nagatomo)           | 1997 AR4             | 6 січня 1997      | Обсерваторія Оїдзумі               | Такао Кобаяші                                          |
| 8933 Куробе (Kurobe)               | 1997 AU6             | 6 січня 1997      | Обсерваторія Тітібу                | Наото Сато                                             |
| 8934 Нісімурадзюн (Nishimurajun)   | 1997 AQ12            | 10 січня 1997     | Обсерваторія Оїдзумі               | Такао Кобаяші                                          |
| 8935 Беккарія (Beccaria)           | 1997 AV13            | 11 січня 1997     | Сормано                            | Пієро Сіколі, Марко Каваня                             |
| 8936 Gianni                        | 1997 AS17            | 14 січня 1997     | Фарра-д'Ізонцо                     | Фарра-д'Ізонцо                                         |
| 8937 Ґассан (Gassan)               | 1997 AK19            | 13 січня 1997     | Обсерваторія Наніо                 | Томімару Окуні                                         |
| (8938) 1997 AF21                   | 1997 AF21            | 9 січня 1997      | Обсерваторія Кушіро                | Сейджі Уеда, Хіроші Канеда                             |
| 8939 Онодадзюндзіро (Onodajunjiro) | 1997 BU1             | 29 січня 1997     | Обсерваторія Оїдзумі               | Такао Кобаяші                                          |
| 8940 Якусімару (Yakushimaru)       | 1997 BA2             | 29 січня 1997     | Обсерваторія Оїдзумі               | Такао Кобаяші                                          |
| 8941 Дзюнсайто (Junsaito)          | 1997 BL2             | 30 січня 1997     | Обсерваторія Оїдзумі               | Такао Кобаяші                                          |
| 8942 Такаґі (Takagi)               | 1997 BR2             | 30 січня 1997     | Обсерваторія Оїдзумі               | Такао Кобаяші                                          |
| 8943 Стівензафка (Stefanozavka)    | 1997 BH3             | 30 січня 1997     | Обсерваторія Санта-Лючія Стронконе | Антоніо Ваньоцці                                       |
| 8944 Ортігара (Ortigara)           | 1997 BF9             | 30 січня 1997     | Обсерваторія Азіаґо                | Уліссе Мунарі, Маура Томбеллі                          |
| 8945 Каварадоссі (Cavaradossi)     | 1997 CM              | 1 лютого 1997     | Прескоттська обсерваторія          | Пол Комба                                              |
| 8946 Йосіміцу (Yoshimitsu)         | 1997 CO              | 1 лютого 1997     | Обсерваторія Оїдзумі               | Такао Кобаяші                                          |
| 8947 Мізутані (Mizutani)           | 1997 CH26            | 14 лютого 1997    | Обсерваторія Оїдзумі               | Такао Кобаяші                                          |
| (8948) 1997 CW27                   | 1997 CW27            | 6 лютого 1997     | Станція Сінлун                     | SCAP                                                   |
| (8949) 1997 CM28                   | 1997 CM28            | 13 лютого 1997    | Станція Сінлун                     | SCAP                                                   |
| (8950) 1997 EG46                   | 1997 EG46            | 15 березня 1997   | Станція Сінлун                     | SCAP                                                   |
| (8951) 1997 FO                     | 1997 FO              | 19 березня 1997   | Станція Сінлун                     | SCAP                                                   |
| 8952 ODAS                          | 1998 EG2             | 2 березня 1998    | Коссоль                            | ODAS                                                   |
| (8953) 1998 FC61                   | 1998 FC61            | 20 березня 1998   | Сокорро (Нью-Мексико)              | LINEAR                                                 |
| 8954 Baral                         | 1998 FK62            | 20 березня 1998   | Сокорро (Нью-Мексико)              | LINEAR                                                 |
| (8955) 1998 FR79                   | 1998 FR79            | 24 березня 1998   | Сокорро (Нью-Мексико)              | LINEAR                                                 |
| (8956) 1998 FN119                  | 1998 FN119           | 31 березня 1998   | Сокорро (Нью-Мексико)              | LINEAR                                                 |
| 8957 Кодзьоноцукі (Koujounotsuki)  | 1998 FM125           | 22 березня 1998   | Обсерваторія Ґейсей                | Тсутому Секі                                           |
| 8958 Старґезер (Stargazer)         | 1998 FJ126           | 23 березня 1998   | Обсерваторія Ріді-Крик             | Джон Бротон                                            |
| 8959 Oenanthe                      | 2550 P-L             | 24 вересня 1960   | Паломарська обсерваторія           | К. Й. ван Гаутен, І. ван Гаутен-Ґроневельд, Т. Герельс |
| 8960 Лусцініоідес (Luscinioides)   | 2575 P-L             | 24 вересня 1960   | Паломарська обсерваторія           | К. Й. ван Гаутен, І. ван Гаутен-Ґроневельд, Т. Герельс |
| 8961 Schoenobaenus                 | 2702 P-L             | 24 вересня 1960   | Паломарська обсерваторія           | К. Й. ван Гаутен, І. ван Гаутен-Ґроневельд, Т. Герельс |
| 8962 Ноктуа (Noctua)               | 2771 P-L             | 24 вересня 1960   | Паломарська обсерваторія           | К. Й. ван Гаутен, І. ван Гаутен-Ґроневельд, Т. Герельс |
| 8963 Коллуріо (Collurio)           | 4651 P-L             | 24 вересня 1960   | Паломарська обсерваторія           | К. Й. ван Гаутен, І. ван Гаутен-Ґроневельд, Т. Герельс |
| 8964 Коракс (Corax)                | 7643 P-L             | 17 жовтня 1960    | Паломарська обсерваторія           | К. Й. ван Гаутен, І. ван Гаутен-Ґроневельд, Т. Герельс |
| 8965 Сітрінелла (Citrinella)       | 9511 P-L             | 17 жовтня 1960    | Паломарська обсерваторія           | К. Й. ван Гаутен, І. ван Гаутен-Ґроневельд, Т. Герельс |
| 8966 Хортулана (Hortulana)         | 3287 T-1             | 26 березня 1971   | Паломарська обсерваторія           | К. Й. ван Гаутен, І. ван Гаутен-Ґроневельд, Т. Герельс |
| 8967 Каландра (Calandra)           | 4878 T-1             | 13 травня 1971    | Паломарська обсерваторія           | К. Й. ван Гаутен, І. ван Гаутен-Ґроневельд, Т. Герельс |
| 8968 Европеус (Europaeus)          | 1212 T-2             | 29 вересня 1973   | Паломарська обсерваторія           | К. Й. ван Гаутен, І. ван Гаутен-Ґроневельд, Т. Герельс |
| 8969 Александрінус (Alexandrinus)  | 1218 T-2             | 29 вересня 1973   | Паломарська обсерваторія           | К. Й. ван Гаутен, І. ван Гаутен-Ґроневельд, Т. Герельс |
| 8970 Ісландіка (Islandica)         | 1355 T-2             | 29 вересня 1973   | Паломарська обсерваторія           | К. Й. ван Гаутен, І. ван Гаутен-Ґроневельд, Т. Герельс |
| 8971 Леукоцефала (Leucocephala)    | 2256 T-2             | 29 вересня 1973   | Паломарська обсерваторія           | К. Й. ван Гаутен, І. ван Гаутен-Ґроневельд, Т. Герельс |
| 8972 Сільватіка (Sylvatica)        | 2319 T-2             | 29 вересня 1973   | Паломарська обсерваторія           | К. Й. ван Гаутен, І. ван Гаутен-Ґроневельд, Т. Герельс |
| 8973 Пратінкола (Pratincola)       | 3297 T-2             | 30 вересня 1973   | Паломарська обсерваторія           | К. Й. ван Гаутен, І. ван Гаутен-Ґроневельд, Т. Герельс |
| 8974 Ґреґарія (Gregaria)           | 3357 T-2             | 25 вересня 1973   | Паломарська обсерваторія           | К. Й. ван Гаутен, І. ван Гаутен-Ґроневельд, Т. Герельс |
| 8975 Аттіс (Atthis)                | 4076 T-2             | 29 вересня 1973   | Паломарська обсерваторія           | К. Й. ван Гаутен, І. ван Гаутен-Ґроневельд, Т. Герельс |
| 8976 Лекура (Leucura)              | 4221 T-2             | 29 вересня 1973   | Паломарська обсерваторія           | К. Й. ван Гаутен, І. ван Гаутен-Ґроневельд, Т. Герельс |
| 8977 Палудікола (Paludicola)       | 4272 T-2             | 29 вересня 1973   | Паломарська обсерваторія           | К. Й. ван Гаутен, І. ван Гаутен-Ґроневельд, Т. Герельс |
| 8978 Барбатус (Barbatus)           | 3109 T-3             | 16 жовтня 1977    | Паломарська обсерваторія           | К. Й. ван Гаутен, І. ван Гаутен-Ґроневельд, Т. Герельс |
| 8979 Кланґа (Clanga)               | 3476 T-3             | 16 жовтня 1977    | Паломарська обсерваторія           | К. Й. ван Гаутен, І. ван Гаутен-Ґроневельд, Т. Герельс |
| 8980 Геліака (Heliaca)             | 4190 T-3             | 16 жовтня 1977    | Паломарська обсерваторія           | К. Й. ван Гаутен, І. ван Гаутен-Ґроневельд, Т. Герельс |
| (8981) 1964 YJ                     | 1964 YJ              | 31 грудня 1964    | Обсерваторія Цзицзіньшань          | Обсерваторія Червона Гора                              |
| 8982 Орєшек (Oreshek)              | 1973 SQ3             | 25 вересня 1973   | КрАО                               | Журавльова Людмила Василівна                           |
| 8983 Раяказакова (Rayakazakova)    | 1977 ED1             | 13 березня 1977   | КрАО                               | Черних Микола Степанович                               |
| 8984 Дерев'янко (Derevyanko)       | 1977 QD3             | 22 серпня 1977    | КрАО                               | Черних Микола Степанович                               |
| 8985 Тула (Tula)                   | 1978 PV3             | 9 серпня 1978     | КрАО                               | Черних Микола Степанович, Chernykh, L. I.              |
| 8986 Кінеяясуйо (Kineyayasuyo)     | 1978 VN2             | 1 листопада 1978  | Коссоль                            | Коїтіро Томіта                                         |
| (8987) 1978 VD4                    | 1978 VD4             | 7 листопада 1978  | Паломарська обсерваторія           | Е. Гелін, Ш. Дж. Бас                                   |
| (8988) 1979 MA4                    | 1979 MA4             | 25 червня 1979    | Обсерваторія Сайдинг-Спрінг        | Е. Гелін, Ш. Дж. Бас                                   |
| (8989) 1979 XJ                     | 1979 XJ              | 15 грудня 1979    | Обсерваторія Ла-Сілья              | Анрі Дебеонь, Едґар Нетто                              |
| 8990 Компассіон (Compassion)       | 1980 DN              | 19 лютого 1980    | Обсерваторія Клеть                 | Обсерваторія Клеть                                     |
| 8991 Солідаріті (Solidarity)       | 1980 PV1             | 6 серпня 1980     | Обсерваторія Ла-Сілья              | Європейська південна обсерваторія                      |
| 8992 Магнаніміті (Magnanimity)     | 1980 TE7             | 14 жовтня 1980    | Обсерваторія Цзицзіньшань          | Обсерваторія Червона Гора                              |
| 8993 Інгстад (Ingstad)             | 1980 UL              | 30 жовтня 1980    | Обсерваторія Ла-Сілья              | Річард Вест                                            |
| 8994 Кашкашьян (Kashkashian)       | 1980 VG              | 6 листопада 1980  | Станція Андерсон-Меса              | Браян Скіфф                                            |
| (8995) 1981 EB9                    | 1981 EB9             | 1 березня 1981    | Обсерваторія Сайдинг-Спрінг        | Ш. Дж. Бас                                             |
| (8996) 1981 EC10                   | 1981 EC10            | 1 березня 1981    | Обсерваторія Сайдинг-Спрінг        | Ш. Дж. Бас                                             |
| (8997) 1981 ES14                   | 1981 ES14            | 1 березня 1981    | Обсерваторія Сайдинг-Спрінг        | Ш. Дж. Бас                                             |
| (8998) 1981 EG23                   | 1981 EG23            | 3 березня 1981    | Обсерваторія Сайдинг-Спрінг        | Ш. Дж. Бас                                             |
| (8999) 1981 EJ28                   | 1981 EJ28            | 2 березня 1981    | Обсерваторія Сайдинг-Спрінг        | Ш. Дж. Бас                                             |
| 9000 Гал (Hal)                     | 1981 JO              | 3 травня 1981     | Станція Андерсон-Меса              | Едвард Бовелл                                          |

| Астероїди 1—10000 → |           |           |           |           |           |           |           |           |            |
| 1—100               | 1001—1100 | 2001—2100 | 3001—3100 | 4001—4100 | 5001—5100 | 6001—6100 | 7001—7100 | 8001—8100 | 9001—9100  |
| 101—200             | 1101—1200 | 2101—2200 | 3101—3200 | 4101—4200 | 5101—5200 | 6101—6200 | 7101—7200 | 8101—8200 | 9101—9200  |
| 201—300             | 1201—1300 | 2201—2300 | 3201—3300 | 4201—4300 | 5201—5300 | 6201—6300 | 7201—7300 | 8201—8300 | 9201—9300  |
| 301—400             | 1301—1400 | 2301—2400 | 3301—3400 | 4301—4400 | 5301—5400 | 6301—6400 | 7301—7400 | 8301—8400 | 9301—9400  |
| 401—500             | 1401—1500 | 2401—2500 | 3401—3500 | 4401—4500 | 5401—5500 | 6401—6500 | 7401—7500 | 8401—8500 | 9401—9500  |
| 501—600             | 1501—1600 | 2501—2600 | 3501—3600 | 4501—4600 | 5501—5600 | 6501—6600 | 7501—7600 | 8501—8600 | 9501—9600  |
| 601—700             | 1601—1700 | 2601—2700 | 3601—3700 | 4601—4700 | 5601—5700 | 6601—6700 | 7601—7700 | 8601—8700 | 9601—9700  |
| 701—800             | 1701—1800 | 2701—2800 | 3701—3800 | 4701—4800 | 5701—5800 | 6701—6800 | 7701—7800 | 8701—8800 | 9701—9800  |
| 801—900             | 1801—1900 | 2801—2900 | 3801—3900 | 4801—4900 | 5801—5900 | 6801—6900 | 7801—7900 | 8801—8900 | 9801—9900  |
| 901—1000            | 1901—2000 | 2901—3000 | 3901—4000 | 4901—5000 | 5901—6000 | 6901—7000 | 7901—8000 | 8901—9000 | 9901—10000 |